# Estádio Capital do Móvel
L'Estádio Capital do Móvel és un estadi polivalent a Paços de Ferreira, Portugal. S'utilitza principalment per a partits de futbol. L'estadi té capacitat per a 9.076 persones i va ser construït el 1973 amb el nom d'Estádio da Mata Real.
L'estadi va ser renovat dues vegades entre el 2000 i el 2013, i la capacitat va augmentar dels 5.250 seients originals a 7.000. El 2017 es va inaugurar la nova tribuna nord, augmentant la capacitat de l'estadi fins als 9.076 seients actuals.